# Провинција Инаба
Инаба (јап. 因幡国) је једна од 66 историјских провинција Јапана, која је постојала од почетка 8. века (закон Таихо из 703. године) до Мејџи реформи у другој половини 19. века. Инаба се налазила на западном делу острва Хоншу, на обали Јапанског мора.
Царским декретом од 29. августа 1871. све постојеће провинције замењене су префектурама. Територија Инабе одговара источном делу данашње префектуре Тотори.

## Географија
Инаба је на северу излазила на Јапанско море. На југу се граничила са провинцијама Харима и Мимасака, на западу са провинцијом Хоки, а на истоку са провинцијом Таџима.